# Koshien Stadium
O Koshien Stadium é um estádio de beisebol localizado em Hyōgo, no Japão, foi inaugurado em 1 de agosto de 1924  tem capacidade para 47.757 espectadores, é a casa do time Hanshin Tigers da NPB., alem de ser a casa e a razão de ser construído para os dois dos principais torneios de Basebol do Ensino Médio Japonês, o Senbatsu (Spring Koshien) e o Nacional (Summer Koshien).